# Circuit de Wallonie 2019
Il Circuit de Wallonie 2019, cinquantatreesima edizione della corsa, valido come evento dell'UCI Europe Tour 2019 categoria 1.1, si è svolto il 30 maggio 2019 su un percorso di 192,2 km, con partenza ed arrivo a Mont-sur-Marchienne. La vittoria è stata appannaggio del francese Thomas Boudat, che ha terminato la gara in 4h 20' 18" alla media di 44,303 km/h, precedendo il belga Baptiste Planckaert e l'olandese Niki Terpstra.
Al traguardo di Mont-sur-Marchienne sono stati 34 i ciclisti, dei 96 alla partenza, che hanno portato a termine la competizione.

## Squadre partecipanti
| N.    | Cod. | Squadra                       |
| ----- | ---- | ----------------------------- |
| 1-7   | WGG  | Wanty-Gobert Cycling Team     |
| 11-17 | TDE  | Total Direct Énergie          |
| 21-27 | COC  | Corendon-Circus               |
| 31-37 | ROC  | Roompot-Charles               |
| 41-47 | VCB  | Vital Concept-B&B Hotels      |
| 51-57 | NSK  | Neri Sottoli Selle Italia KTM |
| 61-67 | WVA  | Wallonie Bruxelles            |

| N.      | Cod. | Squadra                |
| ------- | ---- | ---------------------- |
| 71-77   | CCD  | Differdange-GeBa       |
| 81-87   | TIS  | Tarteletto-Isorex      |
| 91-97   | BRT  | Beat Cycling Club      |
| 101-107 | DHB  | Canyon Dhb-Bloor Homes |
| 111-117 | STF  | Start Cycling Team     |
| 121-127 | EVO  | EvoPro Racing          |
| 131-137 | TDA  | Dauner D&DQ-Akkon      |

## Ordine d'arrivo (Top 10)
| Pos. | Corridore           | Squadra     | Tempo    |
| ---- | ------------------- | ----------- | -------- |
| 1    | Thomas Boudat       | Total       | 4h20'18" |
| 2    | Baptiste Planckaert | Wallonie    | s.t.     |
| 3    | Niki Terpstra       | Total       | s.t.     |
| 4    | Oscar Riesebeek     | Roompot     | a 1"     |
| 5    | Anthony Turgis      | Total       | a 6"     |
| 6    | Lars Oreel          | Dauner D&DQ | a 40"    |
| 7    | Martijn Budding     | Beat CC     | s.t.     |
| 8    | Thomas Stewart      | Canyon      | s.t.     |
| 9    | Arjen Livyns        | Roompot     | s.t.     |
| 10   | Emils Liepiņš       | Wallonie    | s.t.     |